# František Vít Blažek
František Vít Blažek, křtěný František Vít (27. října 1904 Kolín - 6. listopadu 1966 Kolín) byl český malíř, ilustrátor, scénograf a grafik.

## Život
Narodil se v Kolíně v rodině poštovního oficiála Františka Blažka a jeho ženy Leontýny rozené Černíkové. František měl tři sourozence, staršího bratra Jana (* 1901), starší sestru Olgu (* 1903) a ještě mladší sestru Helenu (* 1906). Základní vzdělání absolvoval ve svém rodišti a následně v letech 1918-1922 studoval na kolínské obchodní akademii. Další studia absolvoval na pražské Ukrajinské malířské akademii u profesora Ferdinanda Engelmüllera, soukromě se pak školil u prof. Františka Tavíka Šimona a ve Svratce u malířů Jana Čarta a Cíny Jelínka. Během okupace pak bral soukromé hodiny na malířské škole Miloše Maliny.
Po skončení války studoval v letech 1946-1950 na pražské malířské akademii, kde nastoupil do II. ročníku všeobecné školy prof. Otakara Nejedlého. Výuku ve všech X. semestrech absolvoval s výborným prospěchem a absolventský diplom a vysvědčení na odchodnou obdržel dne 30. 6. 1950. V dalším studiu pokračoval na pražské Akademii múzických umění u prof. F. Tröstera, kde se zdokonaloval na katedře scénického výtvarnictví. V letech 1948-1955 působil v kolínském divadle jako scénický výtvarník a po roce 1955 působil jako pedagog na Lidové škole umění v Kolíně. Umělec zemřel v Kolíně na počátku měsíce listopadu roku 1966 a následně byl pohřben na místním hřbitově.
František Vít Blažek maloval podobizny, zátiší, ale především krajiny. První soubornou výstavu měl v září 1943 v Rubešově galerii, kde vystavil 37 obrazů.